# Aphanobasidium subnitens
Aphanobasidium subnitens är en svampart som först beskrevs av Bourdot & Galzin, och fick sitt nu gällande namn av Jülich 1979. Aphanobasidium subnitens ingår i släktet Aphanobasidium och familjen mattsvampar.   Inga underarter finns listade i Catalogue of Life.